# 이연자산
이연자산(移延資産)은 어느 영업년도에 지출된 비용 중 차기 이후의 비용으로서 이연하는 부분을 일시 자산으로서 대차대조표의 자산의 부에 계산하여 이후 수년에 걸쳐 상각하는 것을 인정하는 것을 말한다. 자산은 소비되어 비용으로 되고 이것은 다시 수익에 의하여 회수되는 원리를 갖는다.
세법에서 규정하고 있는 이연자산은 창업비·개업비·신주발행비·사채 할인발행차금·사채발행비·시험연구비 등인데, 일정기간 내에 균등액 또는 그 이상을 상각하도록 규정하고 있다(동시행령 제38조).
- 창업비: 상법 제290조 변태설립사항 4호에 규정된 회사가 부담할 설립비용과 발기인이 받을 보수액에 대한 지출과 설립등기를 위하여 지출한 세액 및 등기수수료를 말하며 법인설립일이 속하는 사업연도로부터 5년 이내의 매사업연도에 균등액 이상을 상각하도록 되어 있다.
- 개업비: 창업비 외에 회사설립 후 영업개시일까지 개업준비를 위하여 지출한 비용을 말하며, 개업일이 속하는 사업연도로부터 3년 이내의 매사업연도에 균등액 이상을 상각하도록 되어 있다.
- 신주발행비: 증자의 경우에 신주발행 수수료와 신주발행을 위하여 직접 지출한 비용을 말하는데 신주발행일이 속하는 사업연도로부터 3년 이내의 매사업연도에 균등액 이상을 상각하도록 되어 있다.
- 사채발행비: 사채모집 공고비, 금융기관 및 증권회사 수수료, 사채권발행비, 등록세 등 사채발행을 위하여 직접·필수적으로 지출된 비용을 말하는데, 사채발행일이 속하는 사업연도부터 3년 이내의 매사업연도에 균등액 이상을 상각하도록 되어 있다. 다만 사채의 상환기간이 3년미만인 경우에는 당해 기간내에 균등액 이상을 상각하여야 한다.
- 사채할인발행차금: 사채의 발행에는 액면초과발행(할증발행)과 액면미달발행(할인발행)의 2가지가 있는데, 법인세법에서 이연자산으로 인정하는 것은 후자인 할인발행에 따른 차액으로 이는 사채의 이자율이 시장이자율보다 낮을 경우에 발생한다. 법인세법상 사채할인방행차금이란 사채를 발행하는 경우에 사채권자에게 상환할 사채금액의 합계액(즉 총액면금액)에서 사채의 발행가액의 합계액(즉 총실수액)을 공제한 금액을 말하는데, 사채발행 기간내의 매사업연도에 균등액을 상각하도록 정하고 있다.
- 시험연구비: 제품의 시작·제작법의 연구·신기술의 개발 및 도입 등을 위하여 특별히 지출한 비용을 말하는데, 시험연구비로 계상한 사업연도부터 5년 이내의 매사업연도에 균등액 이상을 상각하도록 되어 있다.